# ورل أرمد
ورل أرمد (الاسم العلمي Varanus olivaceus)، حيوان زاحف كبير القد (180 سم، و9 كلغ) من الحرشفيات وفصيلة الورليات. موطنه الفلبين.